# Steve La Chance
Steve La Chance (Subic Bay, 2 ottobre 1961) è un ballerino, coreografo e insegnante statunitense.

## Biografia
Nasce nel 1961 a Subic Bay, una base militare americana nelle Filippine, per poi trasferirsi a Los Angeles. Inizia a studiare danza a cinque anni sotto la guida di sua madre, Paula Morgan, insegnante di danza e coreografa. A tredici anni riesce ad entrare nella rinomata scuola American Ballet Theatre.
Inizia a lavorare come professionista a 15 anni in una tournée teatrale mondiale con Juliet Prowse che lo terrà impegnato nei migliori teatri. A 17 anni inizia a lavorare con il coreografo Bob Fosse, con cui fa anche il tour di Dancing e di All that Jazz - Lo spettacolo continua. Tra gli spettacoli a cui ha preso parte sono da ricordare anche Can Can (con Zizi Jeanmaire e Roland Petit) e Sette spose per sette fratelli.
Negli anni ottanta ha partecipato a tre film musicali: Breakin, Girls just want to have fun e Dance Academy.  Steve è anche apparso nella serie televisiva di successo Solid Gold come ballerino di oro massiccio in sostituzione di Tony Fields.
Balla anche in numerosi video musicali e in seguito proprio ad un video girato per Grace Jones viene notato da Baudo, che lo vuole per i suoi spettacoli. È il 1985, e Steve esordisce nella televisione italiana con Fantastico 6 condotto da Pippo Baudo, dove ha come partner Galyn Görg, suo grande amore dell'epoca, insieme ad un'altra coppia di ballerini, formata da Lorella Cuccarini e Manuel Franjo.
Seguiranno poi altri programmi televisivi tra cui Sandra e Raimondo Show, Festivalbar, I Telegatti e Fantastico 9 con Enrico Montesano e Anna Oxa.
Anche Heather Parisi lavora con lui in diverse trasmissioni televisive, come Stasera Lino del 1989 e Serata d'onore. Ad una serata conosce la ballerina Claudia Scimonelli, sua ex moglie ormai, e inizia a coreografare i suoi balletti. Dalla loro unione è nata Giorgia, anch'essa ballerina.
Nel 1991 è stato primo ballerino e coreografo nella serata di gala della consegna degli Oscar a Hollywood.
Nel 1994 ha fatto parte del corpo di ballo de La sai l'ultima? programma di Pippo Franco.
L'ultima trasmissione televisiva in cui ha lavorato come ballerino è stata "In famiglia" in coppia con Mia Molinari.
Dal 2002 al 2010 ha ricoperto il ruolo di insegnante di danza jazz all'interno della famosa scuola di arti sceniche televisiva Amici di Maria De Filippi.
È inoltre intensa la sua attività di docente di danza modern jazz in tutto il territorio italiano, in collaborazione con l'I.D.A. (International Dance Association), che ha sede a Ravenna. Per l'I.D.A. Steve La Chance è Direttore Artistico di corsi di specializzazione per insegnanti e ballerini professionisti, nonché stage di perfezionamento aperti ai giovani danzatori. Il corpo docente che lo affianca in questo progetto vanta i nomi più noti del mondo della danza e spazia dal jazz, al classico, al contemporaneo, all'hip-hop con corsi integrativi di tecnica e pilates. Anche la madre Paula Morgan ha insegnato nel corso di alcuni stage.
Inoltre, ricopre già da qualche anno il ruolo di Direttore Artistico presso l'IDA Ballet Academy di Ravenna, una scuola professionale biennale per chi aspira a diventare ballerino professionista.
Il 26 ottobre 2008 apre ufficialmente a Formello la prima scuola di danza che porta il suo nome, la LaChance Ballet. Ha curato la coreografia del videoclip di "Occhio x occhio" di Anna Tatangelo.